# Moos (Niederbayern)
Moos este o comună aflată în districtul Deggendorf, landul Bavaria, Germania.